# Bogusław Kubicki

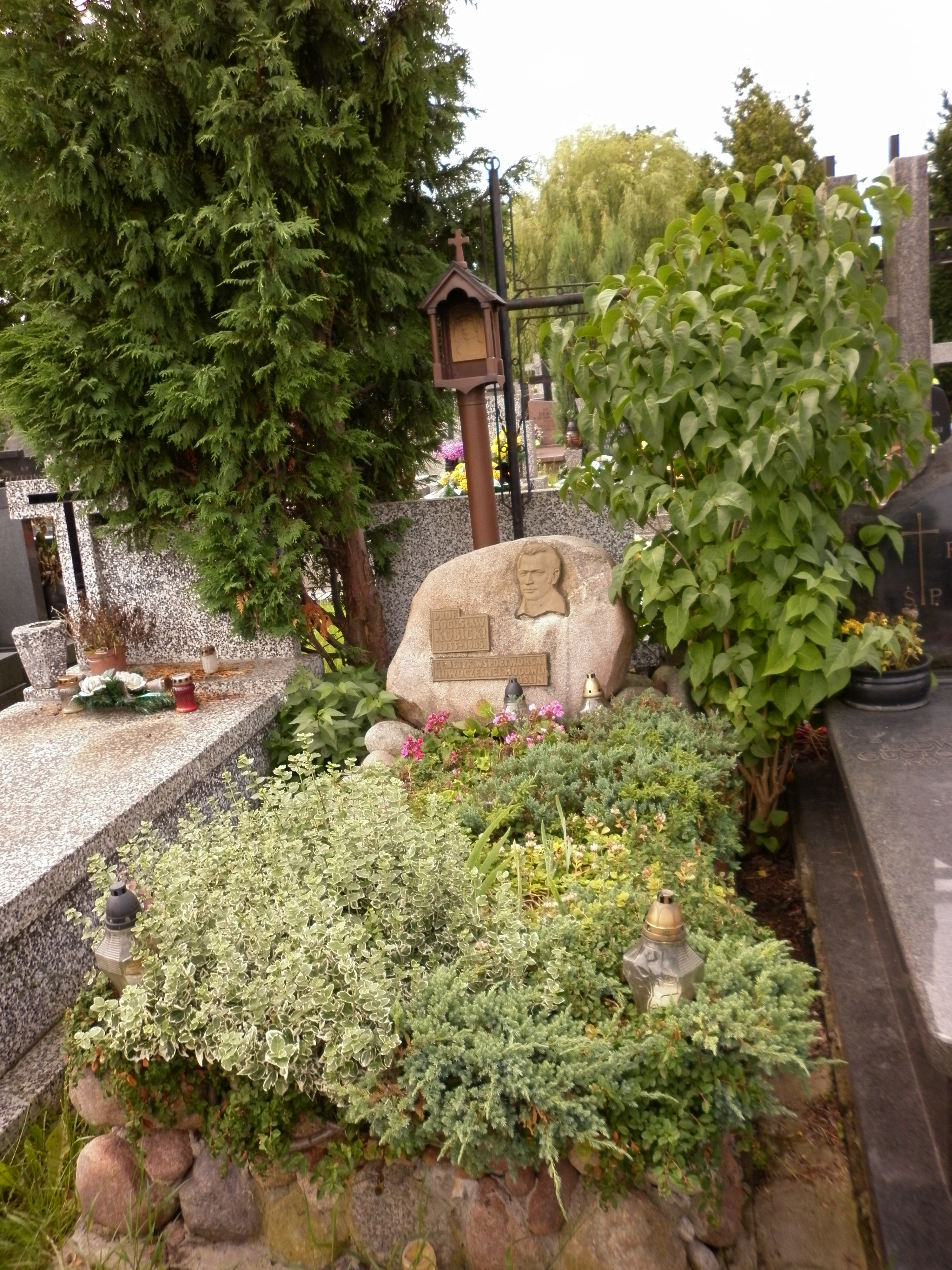
Grób Bogusława Kubickiego na Cmentarzu Renety na Służewie

Bogusław Kubicki (ur. 18 listopada 1933 w Drochowie Górnym, zm. 19 kwietnia 1985 w Warszawie) – polski genetyk, profesor SGGW. 
Ukończył I Liceum Ogólnokształcące im. Stefana Żeromskiego w Kielcach. Studia inżynierskie ukończył na Wydziale Ogrodniczym SGGW w 1958, a studia magisterskie w zakresie genetyki w 1960. Pracę zawodową rozpoczął jeszcze w czasie studiów w 1958 w Ośrodku Badań Genetycznych PAN w Skierniewicach. W 1967 napisał rozprawę doktorską pt. „Badania nad determinacją płci u ogórków”, a w 1968 za całokształt dorobku naukowego i rozprawę habilitacyjną pt. „Studia porównawcze nad determinacją płci u ogórków i melonów” otrzymał na Wydziale Ogrodniczym SGGW stopień doktora habilitowanego w zakresie genetyki roślin. W 1970 został przeniesiony na etat docenta do Instytutu Genetyki i Hodowli Roślin SGGW w Warszawie. W 1977 otrzymał nominację na profesora nadzwyczajnego. W latach 1977–1985 był kierownikiem Katedry Genetyki, Hodowli i Biotechnologii Roślin. Współtwórca nowoczesnej hodowli roślin. Pochowany na starym cmentarzu na Służewie.